# نهائي كأس العالم للسيدات 2003
نهائي كأس العالم للسيدات 2003 فيفا كان مباراة كرة قدم لتحديد الفائز بكأس العالم للسيدات 2003، التي تم التنافس عليها بين المنتخبات الوطنية للسيدات من جمعيات الأعضاء في الفيفا. أقيمت المباراة في 12 أكتوبر 2003، وفازت بها ألمانيا بعد أن تغلبت على السويد 2–1 في الوقت الإضافي.
اُستضيفت البطولة في وقت قصير من قبل الولايات المتحدة بعد انسحاب الصين بسبب تفشي مرض سارس، وتمت استضافة النهائي في ملعب ستاب هاب سنتر، وهو ملعب صغير مخصص لكرة القدم في كارسون، كاليفورنيا|كارسون، كاليفورنيا، بالقرب من لوس أنجلوس. كانت كلا الفريقين المتنافسين قد أنهيا تصفيات مجموعتيهما في تصفيات كأس العالم للسيدات 2003 (المنطقة الأوروبية) في الصدارة، والتقيا في نهائي بطولة أوروبا للسيدات 2001، التي فازت بها ألمانيا. دخلت ألمانيا المباراة كمرشحة للفوز بعد أن تصدرت المجموعة C وحققت فوزًا مفاجئًا على الولايات المتحدة بطلة النسخة السابقة في نصف النهائي. أما السويد فقد خرجت من "مجموعة الموت" بعد أن انتهت في المركز الثاني خلف الولايات المتحدة، وفازت على البرازيل وكندا في المراحل الإقصائية السابقة.
انتهى الشوط الأول بتقدم السويد 1–0 بعد هدف من هانا ليونغبرغ، ولكن ألمانيا تعادلت في الشوط الثاني بهدف أحرزته مارين مينيرت. استمر التعادل 1–1 حتى تم حسم المباراة بهدف ذهبي من نيا كونزر في الدقيقة الثامنة من الوقت الإضافي. كان هدف كونزر الذهبي هو آخر هدف ذهبي يُسجل في مباراة دولية رسمية. وواصلت ألمانيا فوزها بميدالية برونزية في دورة الألعاب الأولمبية الصيفية 2004 لكرة القدم للسيدات، بعد أن تغلبت على السويد، وأعادت التتويج بطلة لكأس العالم في 2007 ضد البرازيل.

## الخلفية
مثل نهائي 2003 اللقاء الثاني عشر بين ألمانيا والسويد في كرة القدم النسائية الدولية، وهو الثالث بين الفريقين في مباريات كأس العالم للسيدات فيفا. التقى الفريقان في نهائي بطولة أمم أوروبا للسيدات 1995 وبطولة أمم أوروبا للسيدات 2001، التي فازت بها ألمانيا في كلا المناسبتين. كانت ألمانيا قد فازت بست من مبارياتهم السابقة ضد السويد، بينما خسرت الخمس الأخرى، بما في ذلك خسارة 2–1 في آخر لقاء لهما في كأس الغارفي 2002. كانت ألمانيا قد أنهت كأس العالم للسيدات 1995 في المركز الثاني، بينما أنهت السويد في المركز الثالث في كأس العالم للسيدات 1991 بعد أن هزمت الألمان في مباراة تحديد المركز الثالث.

## الطريق إلى النهائي
| منتخب ألمانيا     | منتخب ألمانيا     | الجولة          | منتخب السويد     | منتخب السويد     |
| ----------------- | ----------------- | --------------- | ---------------- | ---------------- |
| المنافس           | النتيجة           | مرحلة المجموعات | المنافس          | النتيجة          |
| كندا              | 4–1               | المباراة 1      | الولايات المتحدة | 1–3              |
| اليابان           | 3–0               | المباراة 2      | كوريا الشمالية   | 1–0              |
| الأرجنتين         | 6–1               | المباراة 3      | نيجيريا          | 3–0              |
| أبطال المجموعة C ‏ | أبطال المجموعة C ‏ | الترتيب النهائي | وصيف المجموعة A ‏ | وصيف المجموعة A ‏ |
| المنافس           | النتيجة           |                 | المنافس          | النتيجة          |
| روسيا             | 7–1               | ربع النهائي     | البرازيل         | 2–1              |
| الولايات المتحدة  | 3–0               | نصف النهائي     | كندا             | 2–1              |

### ألمانيا

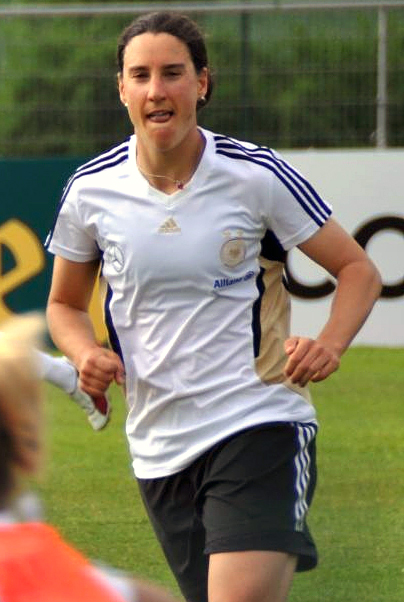
بيرغيت برينز قدمت لألمانيا 7 أهداف و5 تمريرات حاسمة خلال كأس العالم للسيدات 2003

تأهلت ألمانيا بتصدرها المجموعة 4، حيث حققت ستة انتصارات، وسجلت 30 هدفًا، واستقبلت هدفًا واحدًا. وضعهم في المجموعة C جنبًا إلى جنب مع وصيفات أمريكا الجنوبية الأرجنتين، ووصيفات أمريكا الشمالية كندا، وفائزات الملحق القاري اليابان. كانت الإدارة تحت قيادة تينا ثيون-ماير وصنف الفريق كمنافس قوي في البطولة، حيث كانوا يلعبون عادةً بتشكيلة 4–5–1 مع بيرغيت برينز أو 4–4–2 مع برينز ومهاجم آخر، بدعم من بياتينا فيغمان في قيادة الوسط وتشكيلة من المواهب الشابة. استقبلت ألمانيا هدفًا في الدقيقة الرابعة من مباراتها الافتتاحية ضد كندا بواسطة كريستين سينكلير، التي سجلت هدفًا برأسية من ركلة حرة، ولكنها تعادلت قبل نهاية الشوط الأول من ركلة جزاء احتسبت بسبب لمسة يد وسددتها فيغمان. تقدمت ألمانيا في الشوط الثاني بهدف من رأسية ستيفاني غوتشليتش في الدقيقة 47، تلاها أهداف من برينز والبديلة كيرستين غاريفريكس ليحققوا الفوز 4–1.
حقق الفريق فوزًا 3–0 في مباراته الثانية ضد اليابان، ليحتل المركز الأول في المجموعة C برصيد ست نقاط، مستفيدًا من تفوقه البدني والهجمات المستمرة. سجلت ساندرا مينرت في الدقيقة 23 على كرة مرتدة، وتبعها أهداف من برينز في الدقيقة 36 و66. تأهلت ألمانيا إلى مرحلة الـ 16 من الدور التالي في صدارة المجموعة C بفوزها على الأرجنتين 6–1 في مباراتها الثالثة، حيث جمعت تسع نقاط وسجلت 13 هدفًا مقابل 2 هدفين فقط في مرماها. بدأت النتيجة الكبيرة ضد الأرجنتين في الدقيقة الثالثة بهدف لمارين مينيرت، تلاها هدف آخر لها، وركلة جزاء لفيغمان، وضربة نصف-volley لبرينز في الشوط الأول. خسرت ألمانيا المدافعة ستيفي جونز بسبب إصابة في الركبة في الشوط الثاني، وتلقت هدفًا من الأرجنتين قبل أن تضيف هدفين في نهاية المباراة لتوسيع الفارق.
لعبت ألمانيا في ربع النهائي ضد روسيا، وصيفات المجموعة D، في PGE Park في بورتلاند، أوريغون. تقدمت ألمانيا 1–0 في الشوط الأول بعد هدف من مارتينا مولر في الدقيقة 25، وذلك بسبب الدفاع القوي الذي قدمته روسيا. نجحت ألمانيا في اختراق الدفاع في الشوط الثاني وسجلت ثلاث مرات خلال خمس دقائق، شملت أهدافًا من مينرت، والبديلة بيا وونديرليش، وغاريفريكس. سجلت روسيا هدفًا شرفيًا في الدقيقة 70، لكن ألمانيا سجلت ثلاثة أهداف أخرى في الدقائق العشر الأخيرة—هدف آخر من غاريفريكس وهدفين من برينز.
في نصف النهائي، واجهت ألمانيا الولايات المتحدة وهزمتهم 3–0 في مفاجأة كبيرة على حساب بطل العالم وحامل اللقب. سجلت كيرستين غاريفريكس هدفًا رأسياً من ركلة ركنية في الدقيقة 15 لتفتح التسجيل لألمانيا، في حين ردت الولايات المتحدة بتحويل تشكيلتها إلى 3–4–3 هجومية في الشوط الثاني، ولكنها أهدرت عدة فرص للتعادل، مما أجبر حارس المرمى سيلكي رواتنبرغ على التصدي لها. دفعت الولايات المتحدة للأمام وتركت نفسها مفتوحة لهجمات مضادة، حيث تلقت هدفين في الوقت بدل الضائع على هجمات مرتدة سجلتها مينيرت وبرينز.

### السويد
احتلت السويد المركز الأول في المجموعة 2، حيث فازت في خمس مباريات وخسرت واحدة، مع فارق أهداف 27–4 لتتفوق على الوصيفات الدنمارك. لعبت السويد في المجموعة A، التي أُطلق عليها "مجموعة الموت" بسبب التشكيلة القوية من بطل العالم السابق والبلد المضيف الولايات المتحدة الأمريكية للسيدات، أبطال أفريقيا نيجيريا، وأبطال آسيا كوريا الشمالية. خسرت السويد 3–1 في مباراتها الافتتاحية ضد الولايات المتحدة في واشنطن العاصمة، حيث تلقت هدفين في الشوط الأول بواسطة كريستين ليلي وسيندي بارلو، وكلا الهدفين كانا بتمريرة من ميا هام. قُلص الفارق إلى 2–1 في الدقيقة 55 بواسطة فيكتوريا سنديل سفينسون، التي أنهت تمريرة طويلة من هنّا ليونغبرغ، ولكن المهاجم الأمريكي شانن بوكس سجل في الدقيقة 78 ليمنح البلد المضيف الفوز.
بعد أربعة أيام في فيلادلفيا، فازت السويد على كوريا الشمالية 1–0 بهدف مبكر سجله سفينسون في الدقيقة السابعة، مما جعلها تتساوى مع المركز الثاني في المجموعة. أنهت السويد المجموعة A في المركز الثاني وتأهلت إلى ربع النهائي بعد فوزها 3–0 على نيجيريا في كولومبوس، أوهايو، حيث سجلت الأهداف الثلاثة في الشوط الثاني. سجلت هنّا ليونغبرغ هدفين في الدقيقتين 56 و79، الأول رأسية والثاني تسديدة من تمريرة تيريزه سيغران، وسجلت القائدة مالين موستروم الهدف الثالث في الدقيقة 81 على هجمة مرتدة.
في ربع النهائي في استاد جيليت، واجهت السويد البرازيل، التي كانت قد هزمتهم في كأس العالم 1995 ودورة الألعاب الأولمبية الصيفية 2000. افتتحت سفينسون التسجيل في الدقيقة 23 على هجمة مرتدة، لكن البرازيل تعادلت قبل نهاية الشوط الأول من ركلة جزاء نفذتها مارتا بعد تعرضها للعرقلة من حارسة المرمى صوفيا لوندغرين، التي حلت محل الحارسة الأساسية كارولين يونسون. مُنحت السويد ركلة حرة من مسافة 24 يارد (22 م) في الدقيقة 53، والتي حولتها مالين أندرسون إلى هدف، بينما صمد الفريق أمام عدة فرص من البرازيل ليفوز 2–1.
ثم لعبت السويد في نصف النهائي ضد كندا، التي حققت فوزًا مفاجئًا على الصين في ربع النهائي. انتهت المباراة بالتعادل السلبي في الشوط الأول وكُسر الجمود في الدقيقة 64 بواسطة لاعبة الوسط الكندية كارا لانغ، التي نفذت ركلة حرة من مسافة 35 يارد (32 م) تسللت من يدي الحارسة كارولين يونسون ودخلت المرمى. استخدمت مدربة السويد ماريا دومانسكي-ليفورس جميع تغييراتها الثلاثة لإدخال مهاجمين إضافيين، وسجلت مالين موستروم هدف التعادل في الدقيقة 79 من ركلة حرة. سجلت المهاجمة البديلة جوزفين أوكفيست هدف الفوز للسويد بعد ست دقائق، عندما أكملت تسديدة مرتدة من هنّا ليونغبرغ التي تصدت لها حارسة المرمى تارين سوياتيك.

## الملعب
أقيمت المباراة النهائية لعام 2003 في مركز هوم ديبو، وهو استاد يتسع لـ 27,000 متفرج في ضاحية لوس أنجلوس كارسون، كاليفورنيا. اُفتتح الاستاد في 7 يونيو 2003، كأحد أول الملاعب الأمريكية المصممة خصيصًا لكرة القدم، وكان مقراً لـ لوس أنجلوس غالاكسي من الدوري الأمريكي لكرة القدم (MLS). كانت المباراة النهائية في البداية مخططًا لها أن تُلعب في استاد هونغكو لكرة القدم في شنغهاي، الصين، ولكن نُقلت البطولة إلى الولايات المتحدة بعد انسحاب الصين في أبريل 2003 بسبب تفشي سارس. اختير مركز هوم ديبو في يونيو لاستضافة أربع مباريات خلال مرحلة المجموعات، ومباراة تحديد المركز الثالث، والمباراة النهائية. اختير مركز هوم ديبو أيضًا لاستضافة كأس إم إل إس في 2003 و2004.

## المباراة

### الملخص

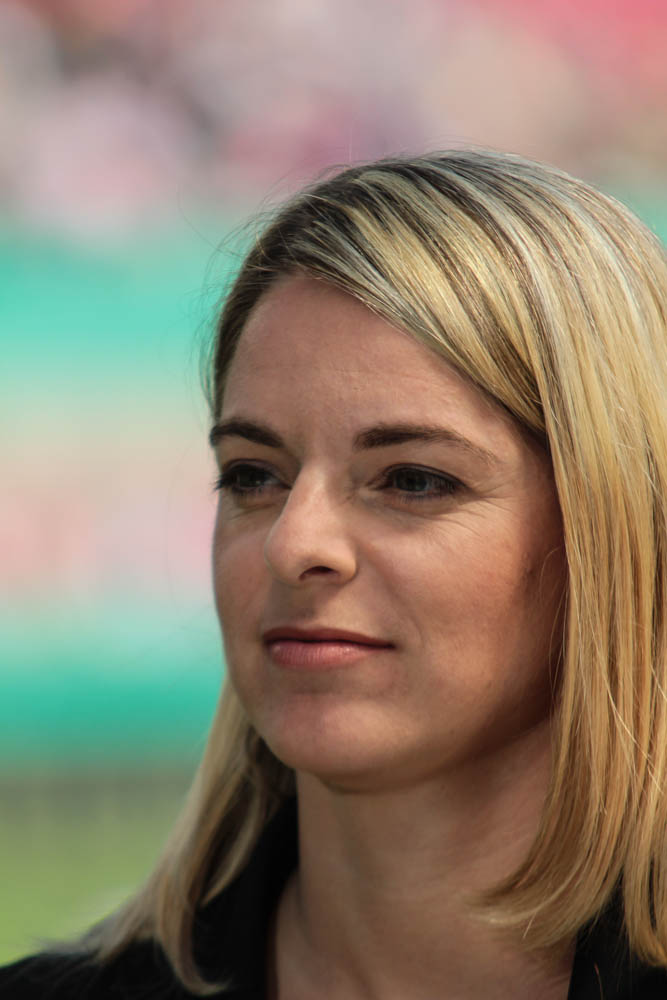
المدافعة الألمانية نيا كونزر سجلت هدف "الهدف الذهبي" في الوقت الإضافي لتفوز بكأس العالم للسيدات 2003

في التحضير للنهائي، تم تصنيف ألمانيا كمرشحة مفضلة قليلاً بسبب لاعبيها المتوسطي الميدان وقوتها الهجومية خلال المباريات السابقة في البطولة. لعب الفريقان بتشكيلة 4-4-2 في بداية المباراة، ولكن ألمانيا استخدمت أحد مهاجميها في مركز أعمق بدلاً من اللعب في الهجوم المزدوج. تم اختيار الحكم الرومانية فلواريا كريستينا إيونيسكو لتحكيم النهائي.
كانت السويد تسيطر على الاستحواذ في الشوط الأول، حيث فازت بمعظم المواجهات في الوسط وحصلت على عدة فرص للتسجيل. بينما كانت ألمانيا تعتمد على الهجمات المرتدة بينما تحاول سد الفجوات في وسط ميدانها الذي ترك مهاجميها معزولين. كانت لدى المهاجمة السويدية فيكتوريا سفينسون والمهاجمة الألمانية بيرغيت برينز كل منهما فرصتان للتسجيل بالقرب من الدقيقة 30، مما اضطر الحارستين سيليكه روتمانبرغ وكارولين يونسون إلى التصدي. تم تسجيل الهدف الأول في الدقيقة 41 بواسطة لاعبة الوسط السويدية هانا ليونغبرغ التي استقبلت تمريرة عرضية من فيكتوريا سفينسون وسددت الكرة إلى الشباك من مسافة 15 يارد (14 م).
بدأت ألمانيا الشوط الثاني بتسجيل هدف التعادل خلال 40 ثانية عبر تسديدة من منطقة الجزاء بواسطة مارين مينرت. قطعت كيرستين غاريفريكيس تمريرة في نصف الملعب السويدي ومررتها إلى برينز، التي أرسلت كرة قطرية إلى مينرت بالقرب من حدود منطقة الجزاء. قامت السويد بإجراء تبديلين في خط الوسط وردت بالتراجع إلى وضع دفاعي بينما سمحت ليونغبرغ وسفينسون باستخدام سرعتهما لإنشاء فرص. وفي الدقيقة 58، تم رفض منح ألمانيا ركلة جزاء بعد تعرض غاريفريكيس للإعاقة داخل منطقة الجزاء من قبل المدافعة جين تورنكفيست.
قرب نهاية الوقت الأصلي، أوجدت ليونغبرغ ثلاث فرص لاستعادة تقدم السويد، لكن تم إضاعتها أو تصديها. كانت محاولتها الأولى في الدقيقة 81 قد أخطأت الهدف بينما كانت مفتوحة في منطقة الجزاء وسقطت إلى فريدا أوستبيرغ، التي سددت الكرة إلى الشبكة الجانبية. كانت محاولتها الثانية سددت مباشرة إلى روتمانبرغ، بينما تم اعتراض المحاولة الثالثة من قبل مدافعين ألمانيين تصادما بها. ثم رأس ليونغبرغ كرة عالية سقطت إلى سفينسون، التي سددت الكرة من 20 يارد (18 م) لكنها أخطأت الهدف. بقيت المباراة متعادلًة 1-1 وانتقلت إلى الوقت الإضافي حيث تبادل الفريقان الفرص مع اللعب السريع. منحت الحكم فلواريا كريستينا إيونيسكو ركلة حرة من مسافة 35 يارد (32 م) بعد سقوط كيرستين شتيغمان خلال تحدٍ من سفينسون. وجدت ركلة حرة ريناتي لينغور في الدقيقة 98 نيا كونزر، وهي بديلة في الشوط الثاني وأحد أقصر اللاعبين في الملعب، التي قفزت فوق كريستين بينغتسون لتسجل هدف "الهدف الذهبي" في المباراة برأسها. احتفلت ألمانيا بفوزها 2-1 بغناء نسخة من أغنية غوانتاناميرا، بينما واجهت مدربة السويد ماريا دومانسكي-ليفورس إيونيسكو بشأن قرارها المثير للجدل في ركلة الحرة.

### التفاصيل
| ألمانيا                  | 2–1 (a.e.t./g.g.) | السويد         |
| ------------------------ | ----------------- | -------------- |
| - ماينرت 46' - كونزر 98' | تقرير             | - ليونغبرغ 41' |

| ألمانيا | السويد |

| GK        | 1  | سالكي روتينبيرج   |  |     |
| RB        | 2  | كرستين شتيغيمان   |  |     |
| CB        | 17 | أريان هينغست      |  |     |
| CB        | 13 | ساندرا ميننيرت    |  |     |
| LB        | 19 | ستيفاني جوتشليش   |  |     |
| RM        | 18 | كيرستين قارفريكيس |  | 76' |
| CM        | 10 | بتينا ويغمان (ك)  |  |     |
| CM        | 6  | ريناتي لينغور     |  |     |
| LM        | 7  | بيا وندرليش       |  | 88' |
| SS        | 14 | مارين ماينرت      |  |     |
| CF        | 9  | بريجيت برينتس     |  |     |
| البدلاء:  |    |                   |  |     |
| FW        | 11 | مارتينا مولر      |  | 76' |
| DF        | 4  | نيا كونزر         |  | 88' |
| المدرب:   |    |                   |  |     |
| تينا ثيون |    |                   |  |     |

| GK                     | 1  | كارولين جونسون          |  |     |
| RB                     | 4  | هانا ماركلوند           |  |     |
| CB                     | 2  | كارولينا ويستبرغ        |  |     |
| CB                     | 3  | جين تورنكفيست           |  |     |
| LB                     | 7  | سارا لارسون             |  | 76' |
| RM                     | 9  | مالين أندرسون           |  | 53' |
| CM                     | 6  | مالين موستروم (ك)       |  |     |
| CM                     | 18 | فريدا أوستبيرغ          |  |     |
| LM                     | 17 | آنا سيوستروم            |  | 53' |
| CF                     | 10 | هانا ليونغبرغ           |  |     |
| CF                     | 11 | فيكتوريا سانديل سفينسون |  |     |
| البدلاء:               |    |                         |  |     |
| MF                     | 14 | ليندا فاجرستروم         |  | 53' |
| MF                     | 15 | تيريز سيوجران           |  | 53' |
| DF                     | 5  | كريستين بنغتسون         |  | 76' |
| المدرب:                |    |                         |  |     |
| ماريكا دومانسكي-ليفورز |    |                         |  |     |

| حكام المباراة - مساعدو الحكم: - إيرينا ميرت (رومانيا) - كاتارزينا ويرزبوفسكا (بولندا) - الحكم الرابع: سونيا دينونكور (كندا) |

## بعد المباراة
أصبحت ألمانيا أول فريق يتفوق على الولايات المتحدة في صدارة تصنيف الفيفا للمنتخبات النسائية، الذي أُسس قبل كأس العالم مباشرة. قائد منتخب ألمانيا، بيتينا ويغمان، والمهاجمة مارين ماينرت، قررا الاعتزال بعد المباراة. كان رأسية كينزر الهدف الذهبي الأخير الذي يقرر نتيجة مباراة دولية رسمية، حيث أُلغيت قاعدة الأهداف الذهبية من قبل الفيفا. كما أُختيرت هدف العام 2003 في استطلاع لقراء برنامج سبورتشاو، لتصبح أول هدف نسائي أُختيرت.
المنتخبين اللذين وصلا إلى النهائي التقيا مرة أخرى في مباراة الميدالية البرونزية في أولمبياد صيف 2004، التي فازت بها ألمانيا 1–0. أصبحت ألمانيا أول فريق يفوز بكأس العالم للسيدات مرتين متتاليتين، حيث فازت على البرازيل 2–0 في نهائي كأس العالم للسيدات 2007 الذي أقيم في شنغهاي.